# Гарсия, Селин
Сели́н Гарси́я (в девичестве — Куизан, фр. Céline Garcia-Cuisant; род. 6 января 1976[…], Доль) — французская гребчиха, участница двух летних Олимпийских игр, бронзовая призёрка чемпионата мира 1995 года.

## Спортивная биография
Селин Гарсия родилась 6 января 1976 года в городе Доль. На молодёжном уровне главным достижением для Селин стало второе место, завоёванное на юниорском чемпионате мира в 1994 году в соревнованиях одиночек. В 1995 году Гарсия смогла показать высокий результат и на взрослом уровне. На чемпионате мира в финском городе Тампере француженка в паре с Кристин Госсе стала обладательницей бронзовой медали в соревнованиях двоек парных без рулевой.
В 1996 году Гарсия дебютировала на летних Олимпийских играх в Атланте. Селин выступила в соревнованиях одиночек. В первом раунде французская спортсменка заняла 4-е место в своём заплыве и не смогла напрямую пробиться в полуфинал. В дополнительной гонке Гарсия, заняв второе место, обеспечила себе выход в следующий раунд. В полуфинале, показав результат 8:13,37, Гарсия заняла 5-е место и была вынуждена выступать в финале B, где пришла к финишу 4-й и заняла итоговое 10-е место.
На летних Олимпийских играх 2000 года в Сиднее Гарсия выступила в соревнованиях двоек парных. Напарницей Селин стала Гаэль Бунье. В первом раунде французский экипаж показал время 7:15,39 и занял в своём заплыве 3-е место. В дополнительной гонке француженки меньше секунды уступили в борьбе за второе место спортсменкам из Австралии и отправились в финал B. В утешительном финале Гарсия и Бунье показали второй результат и заняли итоговое 8-е место. После 2000 года Гарсия приостановила свою спортивную карьеру и вернулась в спорт только в 2006 году.
Также Селин Гарсия является четырёхкратной чемпионкой Франции. В 2009 году Гарсия окончательно завершила свою спортивную карьеру.